# Schwere Panzerabteilung 504
Lo schwere Panzerabteilung 504, comunemente abbreviato in s.Pz.Abt. 504 era un reparto carri pesanti della Wehrmacht, e venne impegnato in Tunisia, Sicilia, Toscana ed Emilia durante la seconda guerra mondiale come reparto autonomo carri pesanti al livello di corpo d'armata.

## Storia
Il battaglione fu la seconda unità inviata in Tunisia, nel marzo 1943, dall'Oberkommando der Wehrmacht (OKW) dopo l'invio dello schwere Panzerabteilung 501 alcuni mesi prima.
Lo Schwere Panzerabteilung 504 (battaglione carri pesanti 504) era stato creato a Bad Fallingbostel all'inizio di gennaio del 1943 su due schwere Kompanien, con personale del III./4. Panzer-Regiment. Il Panzer-Ersatz-Abteilung 500 era responsabile dei rimpiazzi.
Il comando del reparto era equipaggiato con 25 Panzer III e 2 Panzer VI Tiger I, mentre la 1. Kompanie aveva 18 Tiger I. La 2. Kompanie non venne trasferita in Tunisia ricevette in quanto ricevette l'ordine di cambiare denominazione in 1./Panzerabteilung 505. A causa del breve tempo passato nell'addestramento e dei ritardi nella consegna dei veicoli e dell'equipaggiamento, il reparto iniziò a muoversi da Bad Fallingbostel solamente alla fine del mese di febbraio.
Il 6 marzo 1943 l'Abteilung (battaglione) venne espanso su 3 schwere Kompanien dopo la riorganizzazione per la Tropenverwendung (impiego in climi tropicali). L'8 marzo venne trasferito a Paceco in Sicilia.
Nel corso del mese di marzo lo Stab (il comando del battaglione) e la 1. Kompanie vennero traghettati in Tunisia con 11 Tiger I e 19 Panzer III.
Il 12 marzo altri 3 Tiger I raggiunsero il reparto in Sicilia. Il 15 marzo Il comandante designato, Major August Seidensticker, raggiunse l'unità in Tunisia, dopo un avventuroso viaggio su di uno Junkers Ju 52 carico di fusti di benzina. Il 17 marzo il reparto venne unito allo Schwere Panzerabteilung 501 sotto il comando del Major August Seidensticker, che sostituiva il comandante precedente, ferito ed evacuato in Germania il giorno del suo arrivo. Il reparto, si trasferì per 400 chilometri verso sud nel settore di Maknassy dove le truppe americane minacciavano di separare l'Afrika Korps dalla Panzer-Armee Afrika, prendendo parte alla battaglia di El Guettar. Solo la 1. Kompanie riuscì a raggiungere il Nord Africa, mentre la 2./504 rimase in Sicilia.

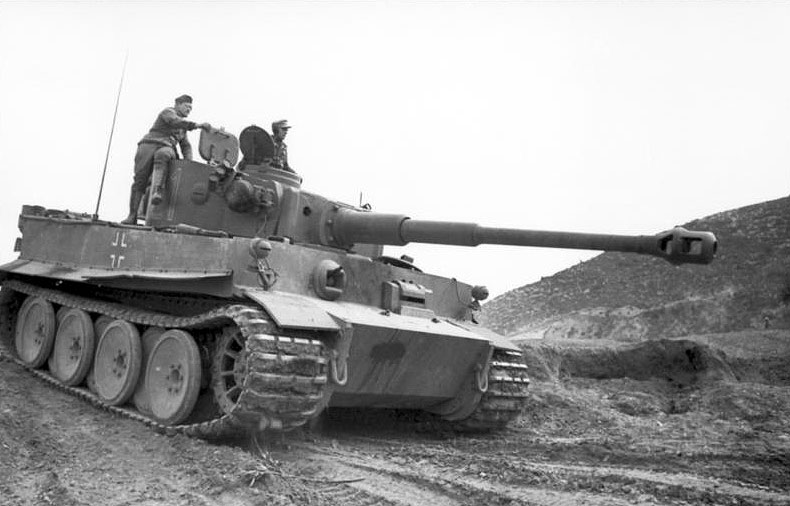
Tiger I dello Schwere Panzerabteilung 504 in Tunisia nel 1943

Il reparto venne impegnato in furiosi combattimenti contro gli Alleati prima nel settore Sfax-Maknassy, poi sulla valle del Medjerda sbarrando l'avanzata alleata verso Tunisi. Tutti i carri andarono distrutti nel corso dei combattimenti, e i pochi superstiti si arresero, come tutte le unità italo-tedesche in Tunisia, il 12 maggio 1943 nei pressi di Capo Bon.

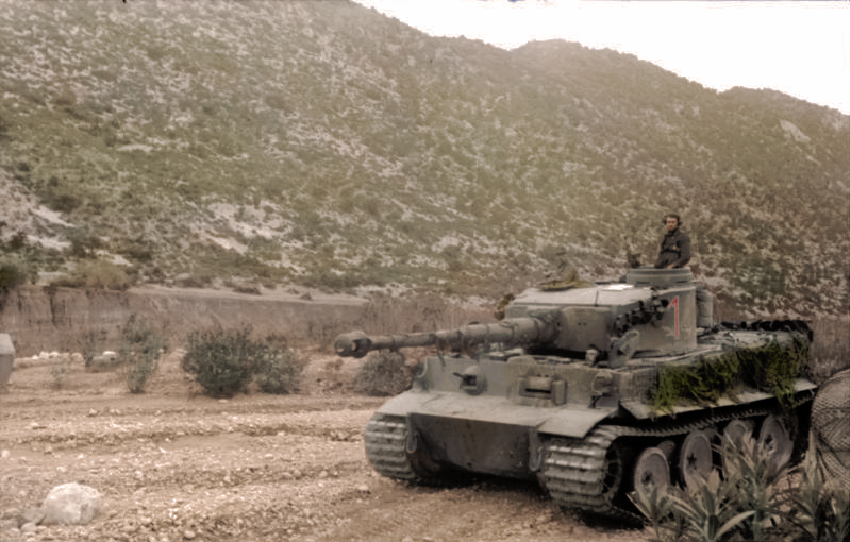
Tiger I dello Schwere Panzerabteilung 504 in Tunisia nel 1943

Nel contempo, nel maggio 1943, l'Oberkommando des Heeres (OKH) decise di aggregare i carri Tiger della 2. Kompanie rimasti in Sicilia, e che non si era potuto traghettare in Tunisia, alla 15. Panzergrenadier-Division "Sizilien" in costituzione nei pressi di Caltanissetta. Poco prima dello sbarco alleato, nel luglio 1943, si ordinò di distaccare i 17 carri Panzer VI Tiger I della 2. Kompanie alla Fallschirm-Panzer-Division "Hermann Göring", in arrivo da Napoli.
L'11 luglio la 2./504 venne impiegata assieme alla Fallschirm-Panzer-Division "Hermann Göring" contro le teste di sbarco di Gela e il 7 agosto combatté tra Gerbini, Belpasso, Nicolosi, Trecastagni e Pisano Etneo. Dei 17 carri che costituivano la compagnia al momento dello sbarco degli Alleati in Sicilia l'11 luglio 1943, 16 vennero distrutti in combattimento o vennero abbandonati dagli equipaggi in seguito a guasti, per cui solamente un carro, con numero di torretta 222, riuscì ad attraversare lo stretto di Messina con le forze italo-tedesche in ritirata, ma, dopo alcuni giorni, dovette essere abbandonato per un guasto allo sterzo sulle strade tortuose della Calabria. Nel mese di settembre i superstiti della Campagna di Sicilia si radunarono a Cassino.
Il battaglione venne completamente ricostruito e riequipaggiato nei Paesi Bassi nel mese di novembre, impiegando il disciolto Panzer-Abteilung 18 della 18. Panzer-Division e, al termine dell'addestramento venne trasferito in Francia, compiendo alcune esercitazioni con la 17. SS-Freiwilligen-Panzergrenadier-Division "Götz von Berlichingen".
Pochi giorni prima dello Sbarco in Normandia, il 4 giugno 1944 ricevette l'ordine di trasferimento verso il Fronte Italiano. Dal 22 giugno 1944 operò in Toscana, Italia, nel settore della 16. SS-Panzergrenadier-Division "Reichsführer-SS". L'unità prese parte a diversi scontri decisivi durante la Campagna d'Italia: i suoi carri ostacolarono l'avanzata delle forze Alleate durante la ritirata attraverso la Toscana, dopo lo sbarco di Anzio. Dal settembre 1944 venne trasferito sul Fronte Adriatico, dove rimase fino all'aprile 1945. I suoi resti capitolarono nella valle di Agordo il 2 maggio 1945, dopo aver perso quasi tutti i mezzi al momento dell'attraversamento del fiume Po.

## Comandanti
- Major August Seidensticker (febbraio 1943 - maggio 1943)
- Hauptmann Kühn (novembre 1943 - settembre 1944)
- Major Nill (settembre 1944 - maggio 1945)